# Dilek Öcalan
Dilek Öcalan (ur. 3 października 1987 w Şanlıurfa) – turecka polityczka Ludowej Partii Demokratycznej (HDP). Członkini Wielkiego Zgromadzenia Narodowego Turcji  od 2015 do 2018, wybrana w okręgu wyborczym Şanlıurfa. Jest siostrzenicą Abdullaha Öcalana, uwięzionego przywódcy Partii Pracujących Kurdystanu (PKK), która od lat 80. pozostaje w konflikcie z tureckimi siłami zbrojnymi, przez co zarówno jej kandydatura, jak i wybór do Wielkiego Zgromadzenia Narodowego powodowały kontrowersje.

## Życiorys
Dilek Öcalan jest córką Fatmy Öcalan, siostry uwięzionego przywódcy PKK Abdullaha Öcalana. Ukończyła studia w zakresie turystyki. W dniu 23 grudnia 2013 odwiedziła swojego wuja w więzieniu İmralı i stała się znana mediom po tym, jak złożyła oświadczenie prasowe szczegółowo opisujące rozmowę między nimi. Abdullah Öcalan jest więziony od 1999, odbywając karę dożywotniego pozbawienia wolności pod zarzutem założenia i kierowania organizacją terrorystyczną (PKK jest uznawana za organizację terrorystyczną przez Turcję, Unię Europejską i Stany Zjednoczone).

### Kariera polityczna
Öcalan po raz pierwszy weszła do polityki w 2012, rok przed spotkaniem ze swoim wujem na wyspie İmralı. Podczas trzeciego kongresu prokurdyjskiej Partii Pokoju i Demokracji (BDP) została wybrana na przewodniczącą partii, podczas gdy partia zmieniła nazwę na Partia Regionów Demokratycznych (DBP) i przyjęła braterskie stosunki z Ludową Partią Demokratyczną (HDP).
Kandydatura Öcalan do parlamentu, jako że działaczka jest siostrzenicą Abdullaha Öcalana, była bardzo kontrowersyjna, wywołując silny sprzeciw tureckich nacjonalistów. Jej kandydatura rzekomo spowodowała również rozłam w rodzinie Öcalanów. Została wysunięta jako kandydatka HDP dla okręgu wyborczego w Şanlıurfa, będąc drugim kandydatem na liście partyjnej prowincjonalnego HDP. Następnie zdobyła wystarczającą ilość głosów w wyborach powszechnych w czerwcu 2015, w efekcie czego stała się jednym najmłodszych parlamentarzystów, w wyniku czego została powołana do tymczasowej Rady Marszałkowskiej do czasu wybrania nowej Rady w lipcu. W przedterminowych wyborach w listopadzie 2015 Öcalan została ponownie wybrana.

### Aresztowanie
Po 1 lutego 2017 wydano nakaz aresztowania Dilek Öcalan. Została zatrzymana 7 lutego i tego samego dnia zwolniona, a następnie opuściła Turcję. 1 marca 2018 skazano ją na dwa lata i sześć miesięcy więzienia za „szerzenie propagandy terroru” podczas przemówienia wygłoszonego na pogrzebie Mehmeta Yilmaza w miejscowości Viranşehir. Miała wówczas powiedzieć: „Kurd nigdy nie kłania się tyranowi i nie zrobi tego również w przyszłości. Naród kurdyjski zwycięży. Dziś swym męczeństwem głośno uderzyłeś AKP w twarz”.